# Yann Boisson
Yann Boisson, nacido el 8 de junio de 1961 en Lyon, es un basquetbolista, entrenador de basquetbol y dirigente deportivo de Francia.

## Biografía
Yann Boisson nació el 8 de junio de 1961 en el distrito de La Croix-Rousse, de la ciudad francesa de Lyon.
Jugó en el Basket CRO Lyon hasta agosto de 1984, cuando se unió al club ASVEL también de Lyon, participando especialmente en la Copa de Europa de 1984-1985, antes de ser transferido en agosto de 1985 al Saint-Étienne Basket. Luego jugó de 1987 a 1990 en el club JDA Dijon, antes de competir de 1990 a 1992 en el Tours Métropole Basket, incluido un año en la categoría élite del campeonato nacional masculino de basquetbol, durante la temporada 1991-1992.
Más tarde, se desempeñó entre 1995 y 2008 como director general del Jeanne d'Arc Dijon Basket, antes de convertirse en director administrativo del AS Monaco Basket en 2014.
Es el padre de la jugadora de tenis francesa Loïs Boisson.